# 雲田晴子
雲田晴子（日语：／ Kumota Haruko），日本漫畫家。

## 經歷
2008年以短篇漫畫〈眺望著窗外的你〉出道，創作BL漫畫。2010年短篇集《野薔薇般的戀情》獲得「這本BL不得了！2011」第三名。之後也開始創作其他題材的作品。
作品《昭和元祿落語心中》於2013年獲得日本新媒體動漫藝術節漫畫部門優秀賞、2014年獲得第38屆講談社漫畫賞一般部門賞、2017年獲第21屆手塚治虫文化賞新生賞。

## 作品列表
- 眺望著窗外的你（窓辺の君）尖端出版社
- 野薔薇般的戀情（野ばら）尖端出版社
- 可愛的貓毛情人（いとしの猫っ毛）青文出版社
- 昭和元祿落語心中（昭和元禄落語心中）單行本全10卷 99读书人（发行）上海人民出版社（出版）
- 新宿Lucky Hole（新宿ラッキーホール）青文出版社
- 啟航吧！編舟計畫（舟を編む）單行本全2卷 *改編漫畫 99读书人（发行）上海人民出版社（出版）
- R先生的甜品时间（R先生のおやつ）*食谱：福田美香 新星出版社

## 插畫
- 三浦紫苑《啟航吧！編舟計畫》- 為2016年播放的電視動畫角色原案

## 外部連結
- 雲田晴子的X（前Twitter）